# يوهان فريدريش يوليوس شميدت
يوهان فريدريش يوليوس شميدت (بالإنجليزية: Johann Friedrich Julius Schmidt)‏ (و. 1825 – 1884 م) هو عالم فلك من ألمانيا . ولد في ايوتين . وكان عضواً في الأكاديمية الأمريكية للفنون والعلوم .
توفي في أثينا، عن عمر يناهز 59 عاماً.